# 佐藤和夫 (経済学者)
佐藤 和夫（さとう かずお、1927年1月5日 - 2004年9月22日）は、経済学者。ラトガーズ大学経済学名誉教授。札幌市生まれ。

## 経歴
1927年に北海道札幌市に生まれる。1953年に北海道大学経済学部を卒業。その後渡米し、1960年にイェール大学より博士号を授与される。1959年に大阪大学社会経済研究所に助教授として着任し、1962年から1970年まで国際連合事務局経済調査官を務める。
1970年からニューヨーク州立大学バッファロー校経済学部で教授を務め、1984年にラトガーズ大学に移籍する。その間、マサチューセッツ工科大学、コロンビア大学、イェール大学で客員教授として勤務した。教員として定年退職したラトガーズ大学の他に、母校の北海道大学にも名誉博士号を授与された。日本では大阪大学の他に筑波大学、名古屋市立大学等で教壇に立った。
日本経済に関する日本語の論文を英語に翻訳して学術誌としてまとめたThe Japanese Economy (2014年以降-2021年現在はThe Japanese Political Economy、1972年の創刊から1996年まではJapanese Economic Studies) の編集長を1972年から2002年まで30年にわたって務めた。2004年9月22日にニューヨーク市の自宅で心臓麻痺で亡くなり、2005年10月にはJournal of Asian Economicsに追悼巻が組まれた。

## 人物

### 経歴に関する事柄
- 1950年代はアメリカ政府の留学生試験に合格することがほぼ唯一の留学手段であったので、大学卒業後に試験を受けたが第1志望のシカゴ大学から学費免除の合格を得ることができず、翌年イェール大学に補欠合格し、一人辞退者が出た結果繰り上がりで留学することが決定した[3]。
- 佐藤のイェール大学留学中に、同校に一橋大学の荒憲治郎、藤野正三郎、東京大学の館龍一郎、大阪大学の森嶋通夫など若手の学者が滞在し彼らと面識を得ることになった。ハーバード大学に移籍する館氏を送った際には小宮隆太郎、後に国連で同僚となる倉林義正とも知り合うことになる。また、このときに森嶋通夫と知り合ったことをきっかけに大阪大学社会経済研究所に就職口を得ることができたと述べている[4]。
- 一流の学者と交流できることを留学の良さの一つに挙げており、ポール・サミュエルソンの「学識」、ロバート・ソローの「ユーモア」、フランコ・モディリアーニの「速口」、ジョン・ヒックスの「内気」、ニコラス・カルドアの「強気」とこれらの研究者を表現し、「論文をつうじては知りえない彼らの人間性に触れることができたのは、望外の楽しみであった」と述べている[4]。

### アカデミア、大学について
- 日本経済や日本経営に関することを英訳して世界に発信することを「学術輸出」と呼び、The Japanese Economyなどの出版に関わって積極的に国際的な場で学術貢献することに尽力した[1]。特に、日本では海外の経済学書の翻訳書が多数出版されるが、日本の本が翻訳されて外国で出版されることがほとんどない現状を、「学術交流の国際収支を作成すれば、日本の帳尻は圧倒的な赤字である」と表現し憂いていた[5]。
- 日本の研究者の研究の質を上げるために日本の大学の「国際化」を推進することを唱えていた。「理想的には大学の雇用制度を改革して競争要因を導入することであろうが、日本社会では抜本的改革は望めないだろう。とすると、業績に応じて研究休暇をあたえるとか、研究費をふやすという程度のことしかできないだろう。しかし、学術の国際化の要求は今後いっそう増加するのだから、なんとかせねばならないことは確かである。」と述べている[6]。

## 研究業績
最も引用されている論文の1つが対数差分指数 (log-change index) に関するもので、例えばバラエティの増加を通じた貿易の利益を推定する際に応用されている。ロバート・フィーンストラが1994年の論文で考案した手法には佐藤の数式が応用されており、同時期に同分野で貢献をしたフィンランド人経済学者のユリョ・バーシャ（英語: Yrjö Vartia）の名前と共に「佐藤-バーシャ指数 (Sato-Vartia Index)」 と呼ばれている。
キャリアの前半では理論経済学の業績が多いが、キャリア後期では日本経済を対象とした応用分析が中心となる。ただ、キャリア前期と後期で一貫しているは価格指数やGDPの測定に関する論文が多いことである。

## 著作

### 日本語の著書
- 『生産関数の理論：ミクロとマクロの接合』(創文社, 1975年)
- 『ワシントン体制と日米関係』(東京大学出版会, 1978年, 細谷千博, 斎藤眞編, IV章14節「日米貿易と日本経済の不均衡成長」を執筆)
- 『現代経済学の理論』(新評論, 1979年, 柴田義人と共編)
- 『日米関係白書』(日本評論社, 1985年) ISBN 4535411093
- 『アメリカの社会と大学』(日本評論社, 1989年) ISBN 978-4-535-57767-1
- 『マクロ経済学専科』(日本評論社, 1989年) ISBN 4535577935

### 英語の著書
- Production Functions and Aggregation, 1975, North-Holland: American Elsevier. ISBN 0720431972 ISBN 0444107991
- Essays in Modern Capital Theory, 1976, North-Holland: American Elsevier (with Murray Brown and Paul Zarembka). ISBN 0720431999 ISBN 0444108963
- Did Technical Progress Accelerate in Japan? 1977, Fifth World Congress of the International Economic Association: Tokyo.
- Industry and Business in Japan, 1980, Taylor & Francis Group, ISBN 113804511X. 復刻版がRevival: Industry and Bussiness in Japanとして2019年に出版される。ISBN 9781138045118
- The Anatomy of Japanese Business, 1984, Armonk, N.Y. : M.E. Sharpe (with Yasuo Hoshino). 復刻版が2013年にRoutledgeから出版される。ISBN 9780415850957
- The Transformation of the Japanese Economy, 1999, Armonk, N.Y. : M.E. Sharp. ISBN 1563247755 ISBN 1563247763

### 訳書
- Introduction to Sets and Mappings in Modern Economics, 1870, North-Holland Pub. Co. (by Hukukane Nikaido; translated by Kazuo Sato). ISBN 0720430437, 二階堂副包の著書の英訳。

### 主要学術論文
- "A Simple Model of the Business Cycles in the Expansion Phase." 北海道大學經濟學研究, 1956, 10: 1-9.
- "Growth and the Elasticity of Factor Substitution: A Comment - How Plausible Is Imbalanced Growth." Economic Record, 1963, 39(87): 355-361.
- "On the Adjustment Time in Neo-Classical Growth Models." Review of Economic Studies, 1966, 33(3): 263-268.
- "The Neoclassical Theorem and Distribution of Income and Wealth." Review of Economic Studies, 1966, 33(4): 331-335.
- "A Two-Level Constant-Elasticity-of-Substitution Production Function." Review of Economic Studies, 1967, 34(2): 201-218.
- "Additive Utility Functions with Double-Log Consumer Demand Functions." Journal of Political Economy, 1972, 80(1): 102-124.
- "The Neoclassical Postulate and the Technology Frontier in Capital Theory." Quarterly Journal of Economics, 1974, 88(3): 353-384.
- "Ideal Index Numbers that Almost Satisfy the Factor Reversal Test." Review of Economics and Statistics, 1974, 56(4): 547-552.
- "A Simultaneous-Equations Model of Savings in Developing Countries." Journal of Political Economy, 1975, 83(6): 1217-1228. (with Nathaniel H. Leff)
- "The Neoclassical Production Function: Comment." American Economic Review, 1976, 66(3): 428-433.
- "The Ideal Log-change Index Number." Review of Economics and Statistics, 1976, 58(2): 223-228.
- "The Meaning and Measurement of the Real Value Added Index." Review of Economics and Statistics, 1976, 58(4): 434-442.
- "The Demand Function for Industrial Exports: A Cross-Country Analysis." Review of Economics and Statistics, 1977, 59(4): 456-464.
- "A Note on Capital and Output Aggregation in a General Equilibrium Model of Production." 1979, Econometrica, 47(6): 1559-1563.
- "Macroeconomic Adjustment in Developing Countries: Instability, Short-Run Growth, and External Dependency." Review of Economics and Statistics, 1980, 62(2): 170-179. (with Nathaniel H. Leff)
- "Bubbles in Japan's Urban Land Market: An Analysis." Journal of Comparative Economics, 1990, 14(4): 625-647.
- "Indicative Planning in Japan." Journal of Asian Economics, 1995, 6(2): 153-176.
- "Economic Development and Financial Deepening: The Case of Japan." Journal of the Asia Pacific Economy, 1997, 2(1): 1-27.
- "Stabilization Policy and the Japanese Economy." Journal of Asian Economics, 1998, 9(1): 67-94.
- "Japan’s GDP Estimates: A Critical Review." Journal of Asian Economics, 2001, 12(1): 21-36.
- "Japan’s Potential Output and the GDP Gap: A New Estimate." Journal of Asian Economics, 2001, 12(2): 183-196.
- "From Fast to Last: The Japanese economy in the 1990s." Journal of Asian Economics, 2002, 13(2): 213-235.
- "The Liquidity Trap: Japan, 1996–2001 versus the United States, 1933–1940." Journal of Asian Economics, 2008, 19(2): 155-169.